# ضياء الخيون
ضِياء بن حبيب بن فارس الخَيُّون الأسَدي، هو مصرفي عراقي من أهل الناصرية، تدرّج في الأعمال المصرفية في مصارف العراق منذ عام 1960م حتى أصبح مديراً لمصرف الرافدين 3 مرات في عهد الرئيس صدام حسين، واحتفظ بمنصبه في بداية الاحتلال بصفته محافظاً لمصرف الرافدين، ثم عُيّن مستشاراً مالياً في عهد الاحتلال الأمريكي ثم وكيلاً لوزارة المالية في عهد الحكومة العراقية، وعُيّنَ رئيساً لديوان التأمين بالوكالة، وكان من البعثيين القليلين الذين استثناهم بريمر من اجتثاث البعث، ومن مناصبه إدارة دائرة الضرائب،ذكر ضياء الخيون أنه حين كان مديراً لمصرف الرافدين، تلقى أمراً في أوائل شهر آذار سنة 2003 بنقل بعض النقود من المقر الرئيسي لمصرف الرافدين إلى بعض فروع المصرف في بغداد، حرصاً على الاستفادة من بعض النقد في الفروع إن أصاب المقر الرئيسي تفجير، وقال إنه بعد الاحتلال الأمريكي جمعَ من فروع المصرف 250 مليون دولار أمريكي، وكان ضياء الخيون مع مسؤولي آخرين قد اشتركوا في الحفاظ على بعض مدخرات فروع مصرف الرافدين وتسليمها إلى قوات الاحتلال الأمريكي التي صارت مُلزمة بإدارة شؤون البلد المحتل، وحين أمر الرئيس صدام حسين بطباعة عملة ورقية محلية، سئل ضياء الخيّون عن غطاء هذه الطباعة، فقال «لا نحتاج إلى عمله صعبه كغطاء لعملتنا اذ إن صورة الرئيس القائد صدام حسين هي خير غطاء لعملتنا».، في يوم 12 كانون الثاني 2018، صدر عليه حكم غيابي، وهو مقيم في الأردن.